# Édith Gueugneau
 (juillet 2019).
Si vous disposez d'ouvrages ou d'articles de référence ou si vous connaissez des sites web de qualité traitant du thème abordé ici, merci de compléter l'article en donnant les références utiles à sa vérifiabilité et en les liant à la section « Notes et références ».
Édith Gueugneau, née Lagoutte le 7 juin 1953 à Bourbon-Lancy (Saône-et-Loire), est une femme politique française.
Membre du Parti socialiste jusqu'en 2012, elle est députée, élue dans la 2e circonscription de Saône-et-Loire, de 2012 à 2017, Maire de Bourbon-Lancy depuis 2014, et présidente de la communauté de communes entre Arroux, Loire et Somme (CCEALS) entre 2017 et 2020. Puis Première Vice-présidente depuis 2020 de cette dernière.

## Biographie
Mère de famille, elle commence sa vie professionnelle comme apprentie à l'âge de 16 ans. Édith Gueugneau a travaillé très longtemps comme préparatrice en pharmacie dans sa ville d'origine : Bourbon-Lancy. Elle a exercé cette activité pendant près de quarante ans.
Édith Gueugneau est mère de 2 fllles et grand-mère de 4 petit-enfants.

## Actions en politique
Elle accède au conseil municipal de Bourbon-Lancy en 1993 dans l'équipe du maire de l'époque, Roger Luquet. En 1997, elle devient la première adjointe du maire, Jean-Paul Drapier, chargée du développement économique et durable, puis devient également conseillère régionale de Bourgogne en 2004, où elle est réélue en 2010. Elle est notamment vice-présidente du Comité régional de tourisme et référente du Pays Charolais Brionnais.
Élue présidente de la communauté de communes du canton de Bourbon-Lancy en 2009, elle est à l'origine d'une fusion avec la communauté de communes du canton d'Issy l'Évêque. Elle reste présidente de cette communauté de Communes appelée communauté de communes entre Somme et Loire, jusqu'en 2014.
En 2012, Édith Gueugneau, succède à Jean-Marc Nesme en tant que députée de la 2e circonscription de Saône-et-Loire. Pendant la campagne des législatives de 2012, elle reçoit le soutien du ministre du Redressement productif et président du conseil général de Saône-et-Loire, Arnaud Montebourg.
Édith Gueugneau est une des exclues du Parti socialiste les plus remarquées. Face au candidat écologiste dans la 2e circonscription de Saône-et-Loire, elle a refusé de se retirer, soutenue en cela par Arnaud Montebourg, ouvertement hostile à l’accord EELV-PS.
En 2014, elle est élue maire de Bourbon-Lancy face à la liste sortante de Jean-Paul Drapier, dont elle était issue en tant qu'ancienne première adjointe et Jean-Paul Gauthier. Elle est réélue dès le premier tour en 2020 face à Franck Charmensat.
Le 16 janvier 2017, elle prend la présidence de la nouvelle communauté de communes entre Arroux, Loire et Somme issue de la fusion entre la communauté de communes du Pays de Gueugnon et la communauté de communes Entre Somme et Loire. Dominique Lotte lui succédera le 16 juillet 2020. Depuis le 16 juillet 2020 elle est devenue la Première vice-présidente de la communauté de communes entre Arroux, Loire et Somme.
En 2019, elle devient membre du Haut Conseil à l'égalité entre les femmes et les hommes, elle est ensuite reconduite en 2022.
Le 3 juin 2023, par décret du Président de la République française, Édith Gueugneau est nommée Chevalier de l'Ordre national du Mérite (France).

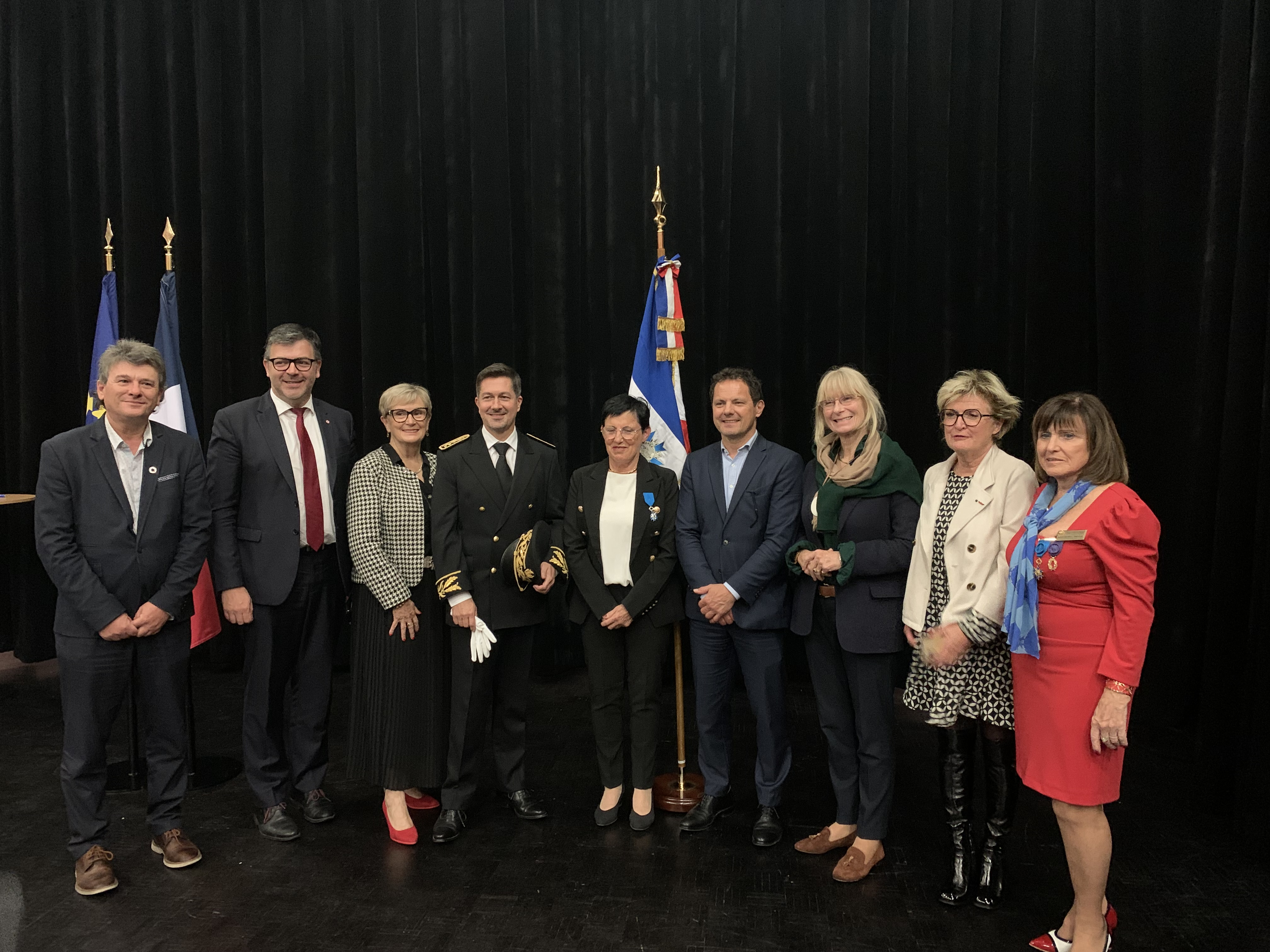
Remise des insignes de Chevalier de l'ordre national du mérite à Édith Gueugneau en présence de nombreux élus et de Monsieur le Sous-Préfet de l'arrondissement de Charolles.

Le 22 novembre 2023, Édith Gueugneau est élue Vice-présidente de l'Association des maires de France pour une durée de 3 ans.

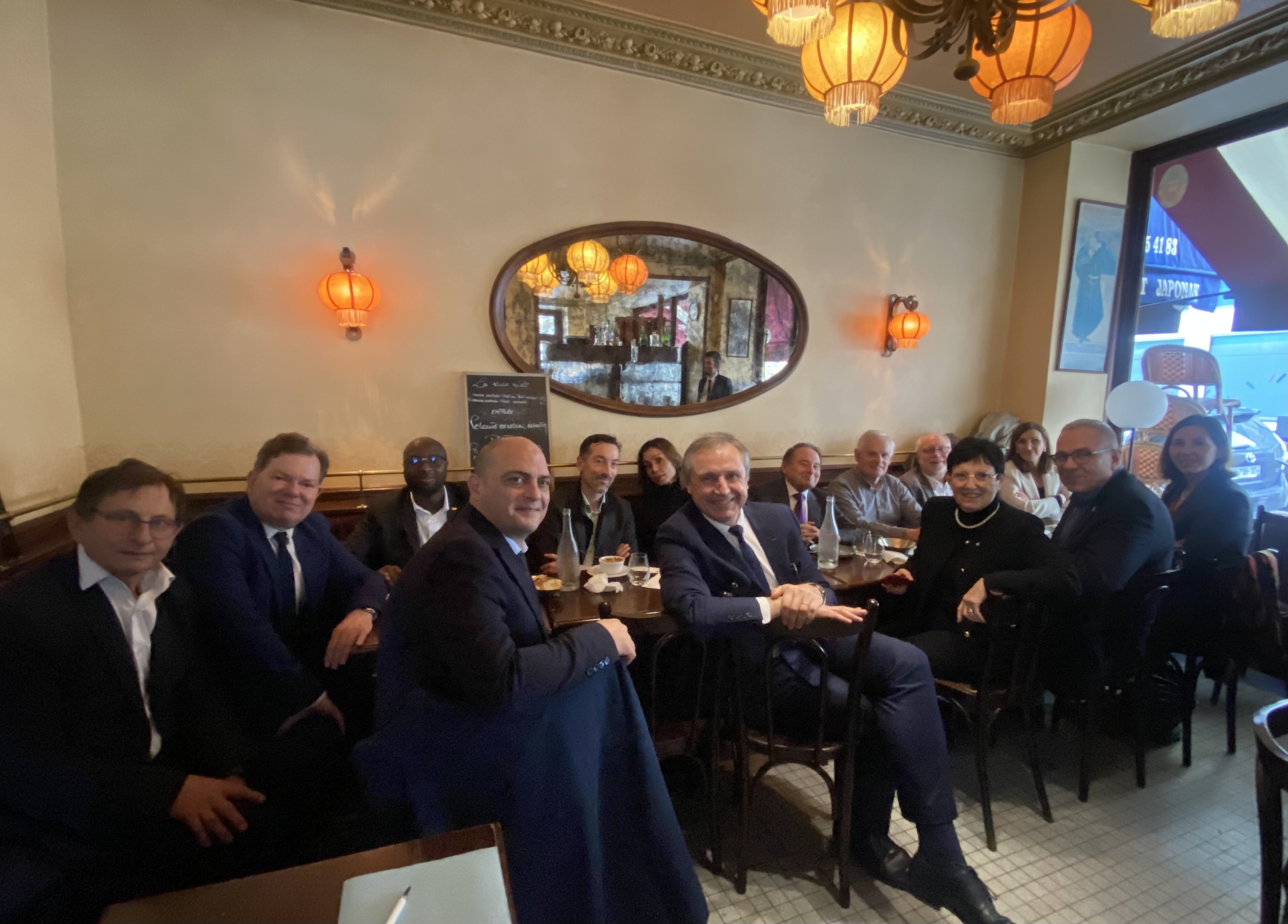
Édith Gueugneau en réunion avec André Laignel, Premier Vice-président de l'AMF et les membres du bureaux de l'aile gauche de l'Association des maires de France.

## Mandats

### Mandats en cours
- Vice-présidente de l'Association des maires de France (depuis le 22/11/2023)

- Première Vice-présidente de la Communauté de communes entre Arroux, Loire et Somme (depuis le 16/07/2020)

- Maire de la ville de Bourbon-Lancy (depuis le 5/04/2014)

### Anciens mandats
- Présidente de la Communauté de communes entre Arroux, Loire et Somme (2017-2020)

- Député français de Saône-et-Loire (2012-2017)

- Vice-présidente du Conseil régional de Bourgogne (2010-2012), démission après son élection aux législatives.
- Présidente de la Communauté de communes entre Somme et Loire (2009-2014)
- Conseillère régionale de Bourgogne (ancienne région administrative) (2004-2010)
- Conseillère municipale de Bourbon-Lancy (1993-2014)

## Distinctions

Chevalier de l'Ordre National du Mérite (2023)